# Địa lý Indonesia
Indonesia là một quốc gia quần đảo nằm ở Đông Nam Á, giữa Ấn Độ Dương và Thái Bình Dương. Nó nằm ở một vị trí chiến lược dọc theo các đường biển lớn kết nối Đông Á, Nam Á và châu Đại Dương. Các khu vực văn hóa của Indonesia, đã được hình thành—mặc dù không đặc biệt rõ ràng—do hàng thế kỷ tương tác với môi trường phức tạp xung quanh.

## Tổng quan
Indonesia là một vương quốc quần đảo kéo dài khoảng 5.120 kilômét (3.181 mi) từ đông sang tây, và 1.760 kilômét (1.094 mi) từ bắc xuống nam. Theo một khảo sát địa lý từ năm 2007 và 2010 bởi Cơ quan điều tra và bản đồ phối hợp quốc gia (Bakosurtanal), Indonesia có 13,466 đảo. Khảo sát trong năm 2002 trước đó do Viện Quốc gia Hàng không và không gian (LAPAN) cho thấy Indonesia có 18,307 đảo. Theo CIA World Factbook thì nước này có 17.508 hòn đảo. Sự khác biệt giữa các cuộc điều tra là do sự khác nhau của phương pháp khảo sát với các khác biệt về số đảo thủy triều, cồn cát và đảo đá ngầm mà xuất hiện khi thủy triều thấp và chìm trong nước khi thủy triều lên cao. Có 8.844 hòn đảo được có tên theo ước tính của chính phủ Indonesia, với 922 đảo trong số đó có người đang sống lâu dài trên đó. Nó bao gồm năm đảo chính: Sumatra, Java, Borneo (gọi là Kalimantan ở Indonesia), Sulawesi, và New Guinea, hai nhóm đảo chính (Nusa Tenggara và Quần đảo Maluku) và sáu mươi nhóm đảo nhỏ. Bốn hòn đảo đang chia sẻ với các quốc gia khác: Borneo được chia sẻ với Malaysia và Brunei; Sebatik, nằm ngoài bờ biển đông bắc của Kalimantan chia sẻ với Malaysia; Timor được chia sẻ với Đông Timor; và các tỉnh mới được chia Papua và Tây Papua chia sẻ đảo New Guinea với New Guinea.
Indonesia có tổng diện tích đất 1.904.570 kilômét vuông (735.359 dặm vuông Anh), bao gồm cả 93.000 kilômét vuông (35.908 dặm vuông Anh) của vùng biển trong đất liền (eo biển, vịnh, và các vùng chứa nước). Thêm các vùng biển xung quanh đã khiến lãnh thổ Indonesia  được công nhận (đất và biển) vào khoảng 5 triệu km². Chính phủ nước này, tuy nhiên, cũng đã tuyên bố một vùng kinh tế độc quyền với tổng diện tích khoảng 7.9 triệu km².
Indonesia là một quốc gia lục địa, với lãnh thổ của nó bao gồm các hòn đảo có địa chất coi như là một phần của một trong hai châu lục Á hoặc Úc. Trong Thế Canh Tân, Quần đảo Sunda Lớn đã từng dính liền với lục địa châu Á trong khi New Guinea dính liền với châu Úc. Eo biển Karimata, biển Java và biển Arafura đã được hình thành khi mực nước biển dâng lên ở cuối Thế Canh Tân.

## Địa chất

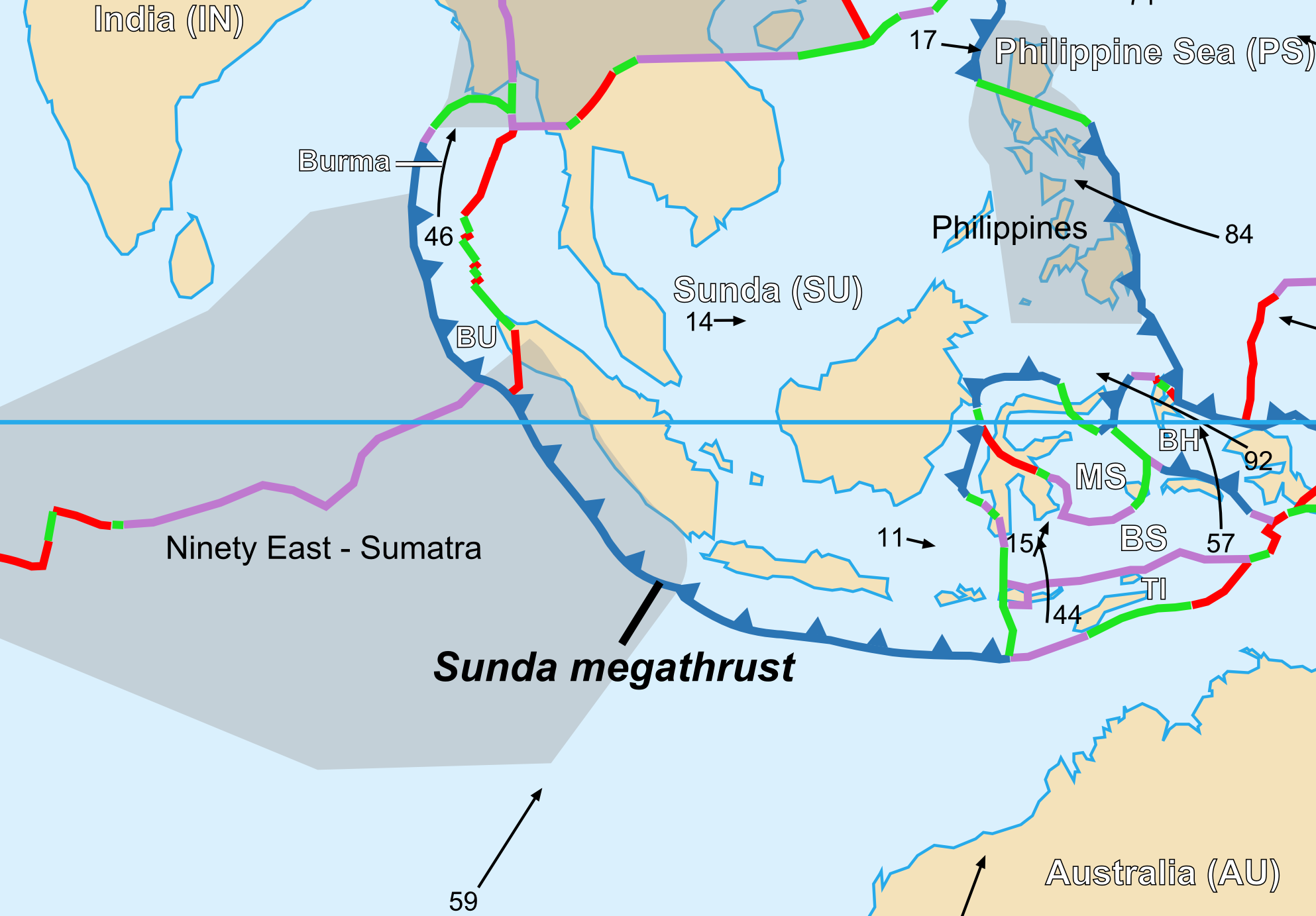
Các mảng địa chất & chuyển động dưới Indonesia

Các hòn đảo chính Sumatra, Java, Madura, và Kalimantan nằm trên mảng Sunda và các nhà địa lý đã thông thường nhóm chúng lại, (cùng với Sulawesi), thành Quần đảo Sunda Lớn. Ở Indonesia cực đông là miền tây New Guinea, nằm trên mảng Úc. Độ sâu của biển trong mảng Sunda và kè Sahul là trung bình 300 mét (984 ft) hoặc ít hơn. Giữa hai kệ là Sulawesi, Nusa Tenggara (cũng được biết đến như là quần đảo Sunda Nhỏ), và quần đảo Maluku (hoặc Moluccas), tạo thành một nhóm đảo thứ hai, với vùng biển xung quanh sâu tới 4.500 mét (14.764 ft). Thuật ngữ "các đảo bên ngoài" được các nhà văn sử dụng không nhất quán nhưng thuật ngữ thường được dùng để có nghĩa là những hòn đảo không phải là Java và Madura.
Sulawesi là một hòn đảo nằm trên ba mảng tách rời: mảng Banda, mảng Molucca và mảng Sunda. Hoạt động địa chấn và núi lửa cao ở phần phía đông bắc của nó, chứng minh bằng sự hình thành của núi lửa ở Bắc Sulawesi, và các cung đảo, như Sangihe và Đảo Talaud, phía tây nam của các rãnh Philippines.
Đảo Nusa Tenggara hoặc Quần đảo Sunda nhỏ bao gồm hai dải đảo kéo dài về phía đông từ Bali đến phía Nam Maluku. Các vòng cung bên trong của Nusa Tenggara là sự tiếp nối của vành đai Anpơ gồm các dãy núi và núi lửa kéo dài từ Sumatra qua Java, Bali, và Flores, và kéo theo tới quần đảo Banda núi lửa, cùng với quần đảo Kai và quần đảo Tanimbar và các đảo nhỏ khác trong Biển Banda là những ví dụ điển hình của hỗn hợp Wallacea của cây trồng và cuộc sống động vật ở châu Á và Australasia. Vòng ngoài của Nusa Tenggara là sự mở rộng về mặt địa lý của chuỗi các hòn đảo phía tây Sumatra bao gồm Nias, Mentawai và Enggano. Chuỗi này tái hiện ở Nusa Tenggara trong các hòn đảo núi đá vôi của Sumba và Timor.
Quần đảo Maluku (hoặc Moluccas) là địa chất trong số các quần đảo phức tạp nhất của Inđônêxia, bao gồm bốn lớp kiến tạo mảng khác nhau. Chúng nằm ở khu vực phía đông bắc của quần đảo, bao bọc bởi biển Philippine ở phía bắc, Papua về phía đông, và Nusa Tenggara về phía tây nam. Các đảo lớn nhất bao gồm Halmahera, Seram và Buru, tất cả đều trồi lên từ những vùng biển sâu và có nền thực vật Wallacea độc đáo. Mô hình thay đổi đột ngột từ biển đến núi cao này có nghĩa là có rất ít đồng bằng ven biển. Về phía Nam là Biển Banda. Sự hội tụ giữa Biển Banda và mảng Úc đã tạo ra một chuỗi các hòn đảo núi lửa được gọi là vòng cung Banda. Biển cũng chứa Weber Deep, một trong những điểm sâu nhất ở Indonesia.
Các nhà địa mạo học tin rằng đảo New Guinea là một phần của lục địa Úc, cả hai cùng nằm trên tấm Shah và đã từng dính vào nhau thông qua một dải đất trong suốt thời kỳ băng hà cuối cùng. Chuyển động kiến tạo của mảng Úc tạo ra các đỉnh núi tuyết phủ cao, nằm trên cao nguyên phía tây đảo và các đồng bằng phù sa nóng, ẩm ướt dọc theo bờ biển. Cao nguyên New Guinea trải dài khoảng 650 km (404 dặm) về hướng tây dọc theo hòn đảo, tạo thành một cột sống núi giữa phần phía bắc và phía nam của hòn đảo. Do phong trào kiến tạo của nó, New Guinea đã trải qua nhiều trận động đất và sóng thần, đặc biệt là ở phía bắc và phía tây.